# Maciej Rawluk
Maciej Rawluk – polski fotograf, autor albumów, a także nauczyciel akademicki.

## Życiorys
Jest wykładowcą Akademii Sztuk Pięknych im. Władysława Strzemińskiego w Łodzi, gdzie kieruje Pracownią Dokumentu Fotograficznego. W 2017 uzyskał habilitację pracą Bałuty – palimpsest. W swojej twórczości skupia się na fotografii dokumentalnej.
Brał udział w wielu wystawach zbiorowych, m.in. 1996-1997 bez-Graniczne poszukiwania Bunkier Sztuki Kraków, Berlin, BWA Łódź, Praga; 1998 Talente Monachium;  2003-2004 Świat w obiektywie National Geographic. Jest laureatem nagród: m.in. w konkursie im. Władysława Strzemińskiego w 1994 i 1995, zdobywcą Złotego Medalu Rządu Bawarii na Talente 1997 w Monachium. Jego prace pojawiły się m.in. w: „Rzeczpospolitej”, „Gazecie Wyborczej”, „National Geographic”, „Podróżach”, „Newsweeku”, „Polityce”, „Przekroju”.

## Wybrane publikacje
- Łódź (razem z Andrzejem Machejekiem; 2000; Hamal Books)[4]
- Parki Narodowe Polski (razem z Bogdanen M. Kwiatkiem; 2008; Albatros Abi)[5]
- Przystanki polskie (2012; Fundacja Bęc Zmiana, Narodowe Centrum Kultury)[3]
- Bałuty – palimpsest (2015; Fundacja Bęc Zmiana)[6]
- Setka (2015; Bardzo rozsądnie)[7]
- Ojczyzna (2016; ByłoBedzie)
- Jedynka (2017)
- Wszystko składane. Aparat, rower i przedmieścia (2021; Fundacja Bęc Zmiana)[8]